# Bothroponera cambouei
Bothroponera cambouei (лат.) — вид муравьёв (Formicidae) рода Bothroponera из подсемейства Ponerinae.

## Распространение
Мадагаскар (Ranomafana NP, Talatakely).

## Описание
Мелкие муравьи жёлтого цвета (TL около 5 мм). Глаза мелкого размера, расположены в переднебоковых частях головы. Жвалы треугольные вытянутые, с 4 зубцами на жевательном крае. Голова вытянутая (CI: 86). Скапус усика короткий и не достигает затылочного края головы (SI: 78). Тело пунктированное. Заднегрудка округлая, без проподеальных шипиков. Усики 12-члениковые. Нижнечелюстные щупики 4-члениковые, нижнегубные щупики состоят из 4 сегментов. Стебелёк состоит из одного крупного членика (петиоль). Впервые был описан в 1891 году швейцарским мирмекологом Огюстом Форелем под названием Bothroponera cambouei Forel, 1891 по материалу из Мадагаскара и назван в честь сборщика типовой серии по фамилии Camboue. В 2013 году был описан сходный вид Pachycondyla kipyatkovi Dubovikoff, 2013 российским мирмекологом Д. А. Дубовиковым (кафедра прикладной экологии, Санкт-Петербургский государственный университет, Санкт-Петербург, Россия) и назван в честь российского энтомолога профессора Владилена Евгеньевича Кипяткова (1949—2012; Санкт-Петербург). Этот вид сходен с видами группы Pachycondyla wasmannii-group, отличаясь жёлтой окраской и более мелкими размерами тела. В 2014 году включён в состав рода Euponera Forel, 1891.
В 2016 году предложено синонимизировать Pachycondyla kipyatkovi с ранее описанным мадагаскарским видом Bothroponera cambouei Forel, 1891.